# Racova (okręg Mehedinți)
Racova – wieś w Rumunii, w okręgu Mehedinți, w gminie Ilovăț. W 2011 roku liczyła 175 mieszkańców.